# 富岡 (鎌ケ谷市)
富岡（とみおか）は千葉県鎌ケ谷市の町名である。現行行政地名は富岡一丁目から富岡三丁目。郵便番号は273-0101。

## 地理
鎌ケ谷市の地理的中央に位置する。北側は中央・初富本町、西側は東中沢、南側は道野辺中央・道野辺本町・右京塚、東側は南初富である。

### 地価
住宅地の地価は、2014年（平成26年）1月1日の公示地価によれば、富岡1-8-37の地点で9万9000円/m2となっている。

## 世帯数と人口
2017年（平成29年）11月1日現在の世帯数と人口は以下の通りである。
| 丁目       | 世帯数    | 人口    |
| ---------- | --------- | ------- |
| 富岡一丁目 | 365世帯   | 730人   |
| 富岡二丁目 | 648世帯   | 1,389人 |
| 富岡三丁目 | 375世帯   | 985人   |
| 計         | 1,388世帯 | 3,104人 |

## 小・中学校の学区
市立小・中学校に通う場合、学区は以下の通りとなる。
| 丁目       | 番地               | 小学校                 | 中学校                 |
| ---------- | ------------------ | ---------------------- | ---------------------- |
| 富岡一丁目 | 10番19～20号       | 鎌ケ谷市立中部小学校   | 鎌ケ谷市立第四中学校   |
| 富岡一丁目 | 1～9番 10番1～18号 | 鎌ケ谷市立鎌ケ谷小学校 | 鎌ケ谷市立鎌ケ谷中学校 |
| 富岡二丁目 | 全域               | 鎌ケ谷市立鎌ケ谷小学校 | 鎌ケ谷市立鎌ケ谷中学校 |
| 富岡三丁目 | 全域               | 鎌ケ谷市立鎌ケ谷小学校 | 鎌ケ谷市立鎌ケ谷中学校 |

## 交通
町の中央を千葉県道8号船橋我孫子線と東武鉄道野田線が併走している。
また、町の北端を千葉県道57号千葉鎌ケ谷松戸線や京成電鉄松戸線が走っている。
なお、最寄駅は初富駅もしくは鎌ヶ谷駅である。

## 施設
- 鎌ケ谷市立鎌ケ谷中学校
- 鎌ケ谷市生涯学習推進センター
- 三橋記念館
- 鎌谷寺
- ショッピングプラザ鎌ヶ谷